# Ramousies
 Ramousies là một xã ở trong tỉnh Nord ở miền bắc nước Pháp. Xã này có diện tích 9,6 kilômét vuông, dân số năm 1999 là 245 người. Xã nằm ở khu vực có độ cao trung bình 165 mét trên mực nước biển.